# موزه کارناواله
موزهٔ کارناواله (به فرانسوی: Musée Carnavalet) موزه‌ای در شهر پاریس است که به دو قسمت «هتل کارناواله» و یک قسمت دیگر تقسیم می‌شود.

## افتتاح
این موزه از سال ۱۸۸۰ به روی عموم باز شد.

## نگارخانه

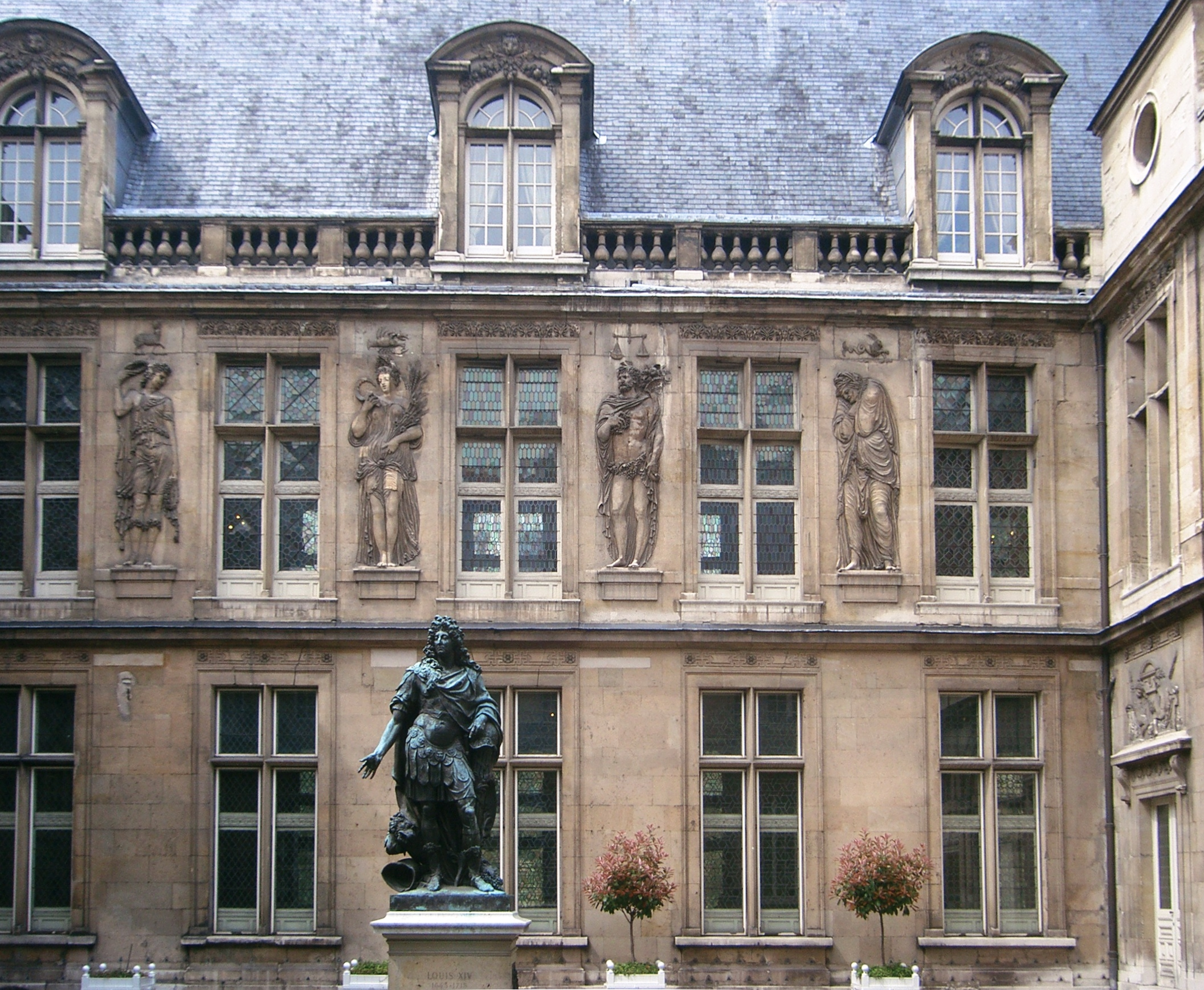
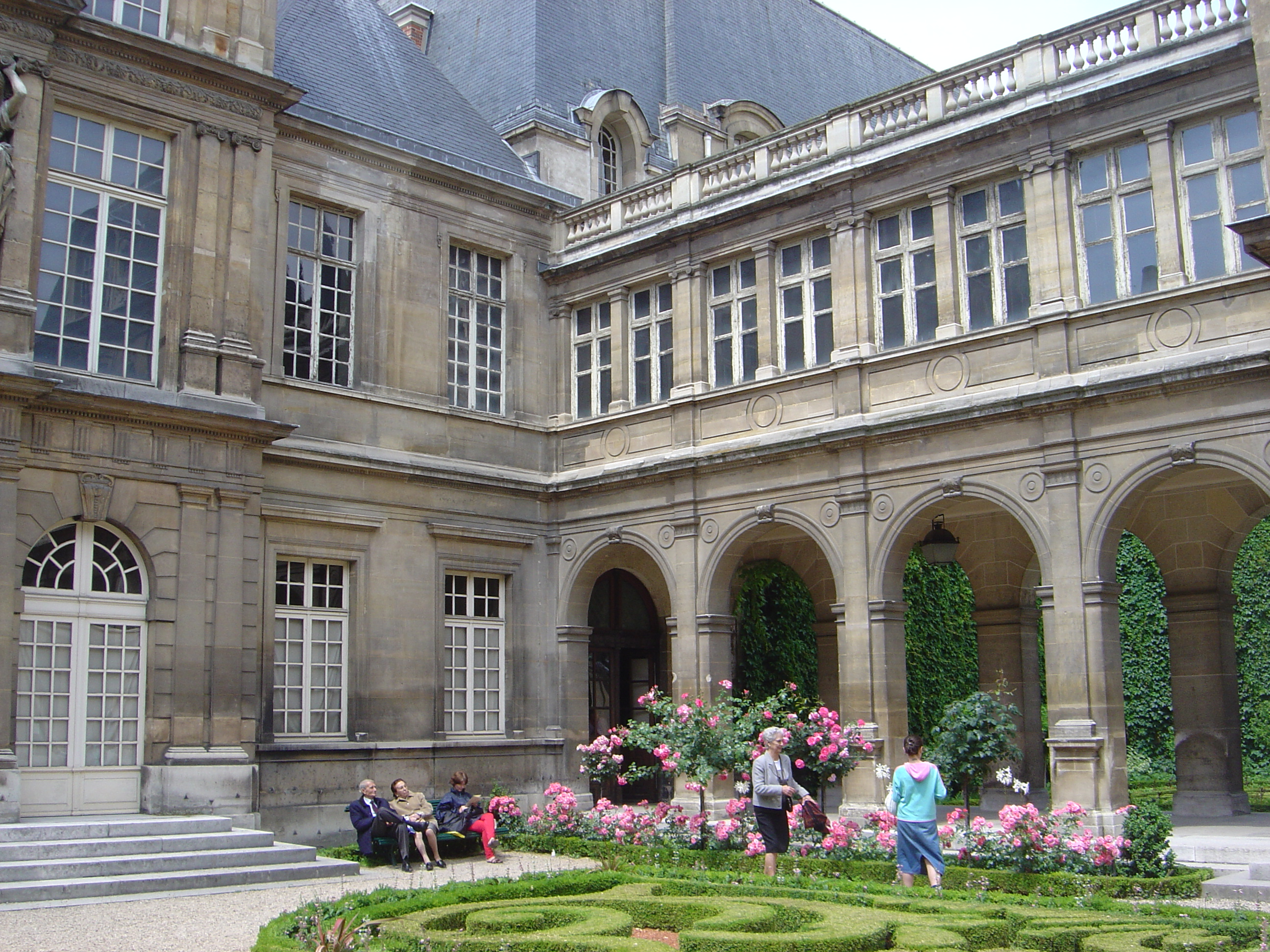